# 50-й армейский корпус (вермахт)
50-й армейский корпус (нем. L. Armeekorps), сформирован 8 октября 1940 года.

## Боевой путь корпуса
С 22 июня 1941 года — участие в германо-советской войне, в составе группы армий «Север». Бои в Прибалтике, затем под Ленинградом. 13 сентября 1941 года корабельная артиллерия Балтийского флота из восточной части Финского залива вела огонь по соединениям 50-го армейского корпуса гитлеровцев, находившегося в районе Красного Села и под Пулковом.
В 1942—1943 годах — бои под Ленинградом.
В 1944 году — отступление в Латвию.
В 1945 году — бои в Курляндском котле. 9 мая 1945 года, после капитуляции Германии, корпус сдался советским войскам.

## Состав корпуса
В июле 1941:
- L армейский корпус:
  - 31-е артиллерийское командование
  - 251-я пехотная дивизия
    - Штаб 251-й дивизии
      - 251-й (моторизованный) картографический отряд
      - 251-й мотоциклетный посыльный взвод

    - 1/,2/,3/451-й пехотный полк
      - 1 взвод связи
      - 1 взвод конной разведки
      - 1 пионерный взвод (3 ручных пулемёта)
      - 3 батальона, каждый из которых имеет:
        - 3 роты (12 ручных пулемёта, 3 ПТР и 2 50-мм миномёта)
        - 1 пулемётная рота (12 пулемётов и 6 80-мм миномётов)
        - 1 рота пехотных орудий (2 150-мм орудия SIG и 6 75-мм орудий LeIG)
        - 1 (моторизованный) противотанковый взвод (12 37-мм Pak 36 и 4 ручных пулемёта)
        - 1 взвод пионеров
        - 1 лёгкая колонна

    - 1/,2/,3/459-й пехотный полк: то же, что и 451-й пехотный полк
    - 1/,2/,3/471-й пехотный полк: то же, что и 451-й пехотный полк
    - 251-й противотанковый дивизион
      - 1 (моторизованный) взвод связи
      - 2 (моторизованные) противотанковые батареи (3 47-мм французских ПТ орудия, 9 37-мм Pak 36 и 6 ручных пулемётов на каждую)
      - 1 (моторизованная) противотанковая батарея (9 37-мм Pak 36 и 6 ручных пулемётов)

    - 251-й разведывательный батальон
      - 1 (моторизованный) взвод связи
      - 2 эскадрона велосипедов (2 станковых пулемёта и 9 ручных пулемётовS)
      - 1 (моторизованный) взвод пехотных орудий (2 75-мм пулемёта LeIG)
      - 1 (моторизованный) противотанковый взвод (3 37-мм Pak 36 и 1 ручной пулемёт)

    - 251-й артиллерийский полк:
      - 1 метеорологический отряд
      - 1 взвод связи
      - 1-й, 2-й и 3-й батальоны, каждый в составе:
        - 1 взвод связи
        - 1 топографический взвод
        - 3 батареи (4 105-мм пушки и 2 пулемёта на каждую)

      - 4/251-й артиллерийский полк
        - 1 взвод связи
        - 1 топографический взвод
        - 3 батареи (4 150-мм орудия sFH и 2 ручных пулемёта на каждую)

    - 251-й батальон связи
      - 1 (моторизованный) телефонная рота
      - 1 (моторизованный) радиорота
      - 1 (моторизованный) колонна обеспечения световых сигналов

    - 251-й пионерный батальон
      - 1 батальонный оркестр
      - 1 (моторизованный) пионерская рота (9 ручных пулемётов)
      - 2 пионерные роты (9 ручных пулемётов на каждую)
      - 1 (моторизованная) мостовая колонна
      - 1 (моторизованный) лёгкая пионерская колонна снабжения

    - 251-й отряд снабжения
      - 4/8-я, 2/32-я и 3/351-я (моторизованная) лёгкие колонны снабжения
      - 5/,6/,7/251-я лёгкие колонны снабжения
      - 9/251-я (моторизованная) колонна лёгкого топлива
      - 251-й (моторизованный) взвод технического обслуживания
      - 251-я (моторизованная) рота снабжения

    - 251-я (моторизованная) полевая пекарня
    - 251-я (моторизованная) полевая мясная рота
    - 251-я дивизионная администрация
    - 251-й полевой госпиталь
    - 1/251-я медицинская рота
    - 2/251-я (моторизованная) медицинская рота
      - 1/,2/251-я (моторизованная) санитарные машины
      - 251-я ветеринарная рота
      - 251-й (моторизованный) отряд военной полиции
      - 251-я (моторизованная) полевая почта

  - Полицейская дивизия СС:
    - Дивизионный штаб
      - 1 дивизионный штаб (4 станковых пулемёта)
      - 1 (моторизованный) картографический отряд

    - 1-й, 2-й и 3-й полицейские полки, каждый в составе:
      - 3 батальона, каждый из которых имеет:
        - 3 пехотные роты (каждая из которых имеет: 12 ручных пулемёта, 3 противотанковых ружья, 3 50-мм миномёта)
        - 1 рота тяжёлой пехоты (12 станковых пулемётов, 6-80-мм миномётов)
        - 1 рота поддержки пехоты (2 150-мм пехотных орудия и 6 75-мм ПТ-орудий)
        - 1 противотанковая батарея (2 50-мм Pak 38, 9 37-мм Pak 36 и 5 пулемётов)

    - Полицейский противотанковый дивизион
    - 3 (моторизованные) противотанковые батареи (6 50-мм Pak 38, 4 37-мм Pak 36 и 8 пулемётов на каждую)
    - Велосипедный батальон полиции
      - 2 велосипедные роты (каждая с 3 50-мм миномёта, 2 пулемёта, 12 пулемётов, 3 противотанковых ружья)
      - 1 (моторизованная) рота поддержки, в составе:
      - 1 (моторизованный) сапёрный взвод (3 ручных пулемёта)
      - 1 самоходная противотанковая батарея (3 37-мм Pak 36 и 2 ручных пулемёта)
      - 1 миномётный взвод (6 80-мм миномётов)

    - Полицейский артиллерийский полк
      - Штабная батарея полка
      - 1—3-й артиллерийские дивизионы, каждый в составе:
        - 3 (motZ) батареи (3 105-мм орудия LeFH 18 и 2 ручных пулемёта на каждую)

      - 4-й артиллерийский дивизион
        - 3 (motZ) батареи (3 150-мм sFH 18 и 2 ручных пулемёта на каждую)

    - Батальон связи
      - 1 (моторизованный) радиорота
      - 1 (моторизованный) телефонная рота
      - 1 (моторизованный) колонна обеспечения световых сигналов (2 БМГ)

    - Пионерский батальон
      - 1 (моторизованный) пионерская рота (9 ручных пулемётов и 3 противотанковых ружья)
      - 2 пионерские роты (9 ручных пулемётов и 3 противотанковых ружья на каждую)
      - 1 лёгкая инженерная колонна снабжения (2 пулемёта)

    - 1 (моторизованный) взвод управления дивизии
    - 1 (моторизованный) мясная рота
    - 1 (моторизованный) пекарня
    - 10 (моторизованных) лёгких колонн снабжения (по 2 пулемёта на каждую)
    - 1 (моторизованная) колонна снабжения лёгким топливом (2 ручных пулемёта)
    - 1 (моторизованная) рота технического обслуживания (2 ручных пулемёта)
    - 1 (моторизованный) рота лёгкого снабжения (2 ручных пулемёта)
    - 1 (моторизованный) медицинская рота (2 ручных пулемёта)
    - 1 (не моторизованная) медицинская рота (2 ручных пулемёта)
    - 2 роты скорой помощи (2 ручных пулемёта на каждую)
    - 1 (моторизованный) рота военной полиции
    - 1 (моторизованный) полевая почта
    - 1 ветеринарная рота[2]

В феврале 1942:
- 58-я пехотная дивизия
- 121-я пехотная дивизия
- 122-я пехотная дивизия
- 4-я полицейская моторизованная дивизия СС

В июне 1943:
- 170-я пехотная дивизия
- 215-я пехотная дивизия
- 250-я пехотная дивизия

В сентябре 1944:
- 32-я пехотная дивизия
- 122-я пехотная дивизия
- 126-я пехотная дивизия

В апреле 1945:
- 11-я пехотная дивизия
- 290-я пехотная дивизия

## Командующие корпусом
- С 8 октября 1940 — генерал кавалерии Георг Линдеман
- С 19 января 1942 — генерал кавалерии Филипп Клеффель
- С 3 марта 1942 — генерал пехоты Герберт фон Бёкман
- С 20 июля 1942 — генерал кавалерии Филипп Клеффель
- С 17 сентября 1943 — генерал пехоты Вильгельм Вегенер
- С 24 сентября 1944 — генерал-лейтенант Ганс Бек-Беренс
- С 25 октября 1944 — генерал горных войск Фридрих-Йобст Фолькамер фон Кирхензиттенбах
- С 12 апреля 1945 — генерал-лейтенант Эрпо фрайхерр фон Боденхаузен